# Гостра могила (Луганськ)
48°30′57″ пн. ш. 39°22′15″ сх. д. / 48.51580811° пн. ш. 39.37070847° сх. д.

Гостра Могила

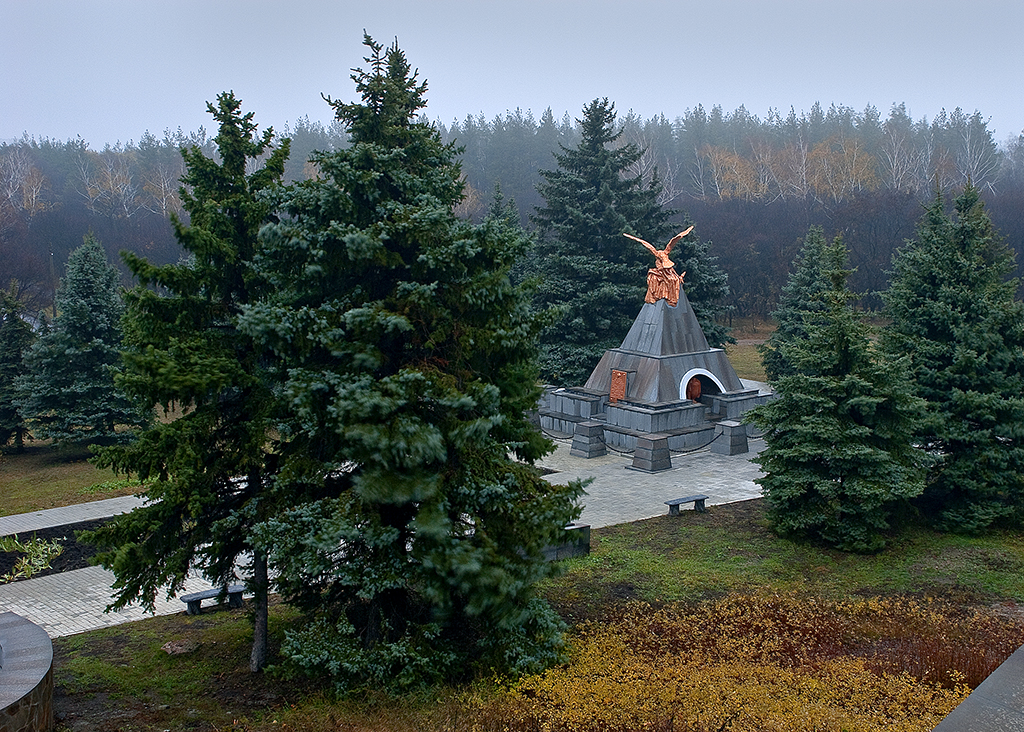
Пам'ятник воїнам Радянської Армії

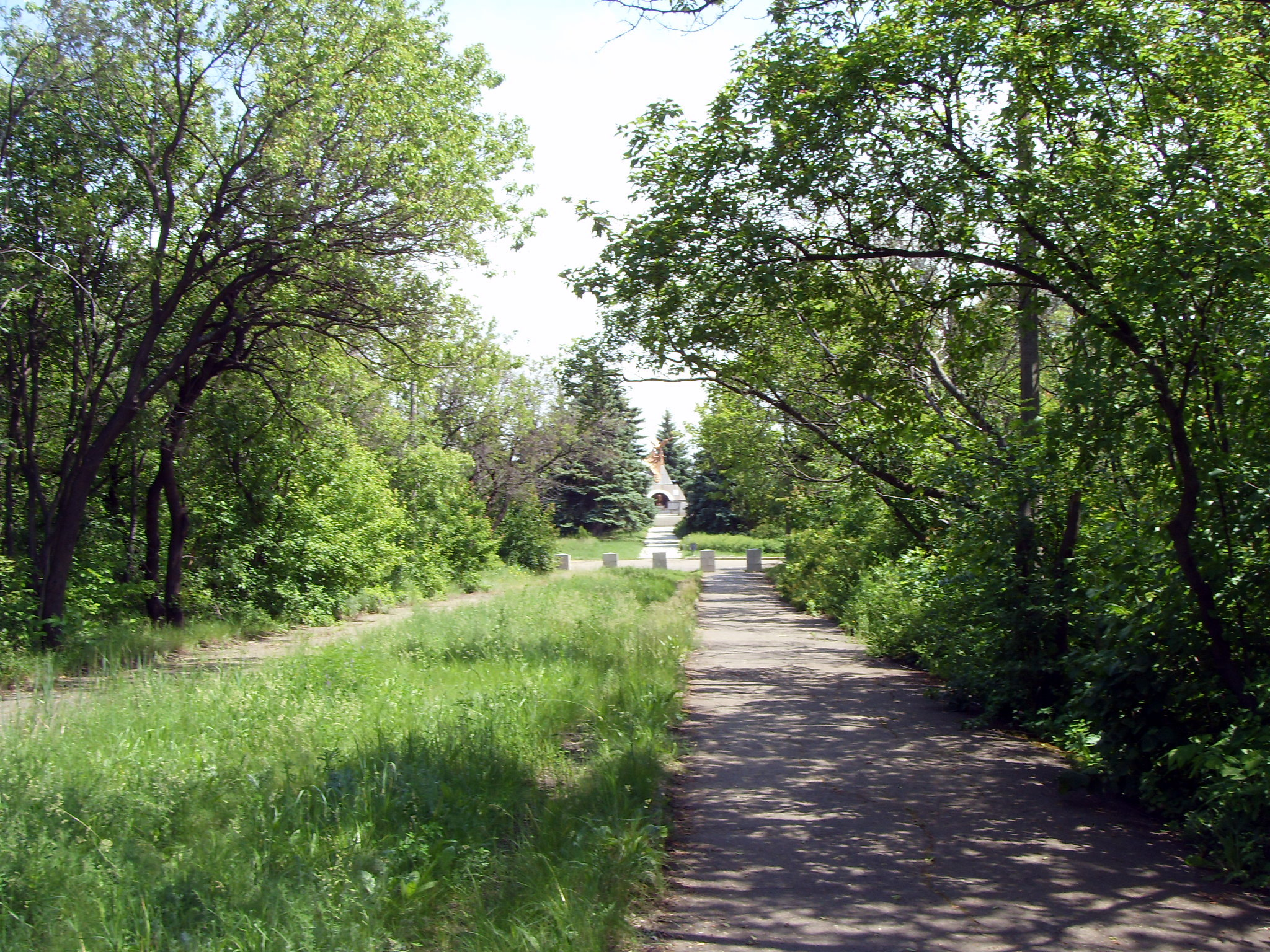
Алея біля пам'ятників

Го́стра моги́ла — парк-пам'ятка садово-паркового мистецтва, оголошений Постановою колегії Держкомприроди УРСР № 14 від 26 лютого 1980 р.
У історичному значенні «Гостра могила» — висота на околиці Луганська, на якій частини Червоної Армії та комуністичні загони оборонялися проти значно переважаючих сил денікінців в період від 21 квітня до 25 травня 1919 року.
На цьому ж стратегічному місці відбувались жорстокі бої за Луганськ в ході Другої Світової війни.
Нині Гостра могила є великим меморіалом — тут, зокрема, споруджено:
- пам'ятник-обеліск «героям оборони 1919 року»;
- пам'ятник воїнам Радянської Армії, які загинули 1943 року в боях за «визволення Луганська від німецько-фашистських загарбників» (автор — скульптор В. Мухін, 1945);
- пам'ятник радянським воїнам-танкістам — являє собою встановлений на постаменті танк Т-34.

## Події 2014 року
Під час війни на сході України, збройні сили ЛНР неодноразово обстрілювали війська ЗСУ з Гострої могили.

## Джерело
- Українська радянська енциклопедія : у 12 т. / гол. ред. М. П. Бажан ; редкол.: О. К. Антонов та ін. — 2-ге вид. — К. : Головна редакція УРЕ, 1979. — Т. 3 : Гердан — Електрографія. — 551, [1] с., [26] арк. іл. : іл., портр., карти + 1 арк с., стор. 130